# Thomas J. Dryer
Thomas Jefferson Dryer (Contea di Ulster, 10 gennaio 1808 – Oregon, 30 marzo 1879) è stato un politico e editore statunitense.
Fu membro legislatore territoriale dell'Oregon nel 1857 ed è ricordato come il fondatore dell'Oregonian, un giornale influente e duraturo nello stato americano dell'Oregon. 
Dryer fu anche un alpinista ed è accreditato come uno dei primi scalatori a scalare il Monte Sant'Elena e forse anche il Monte Hood.

## Biografia

### Nei primi anni
Thomas Jefferson Dryer è nato il 10 gennaio 1808, nella contea di Ulster, a New York.

### Trasferimento a Portland

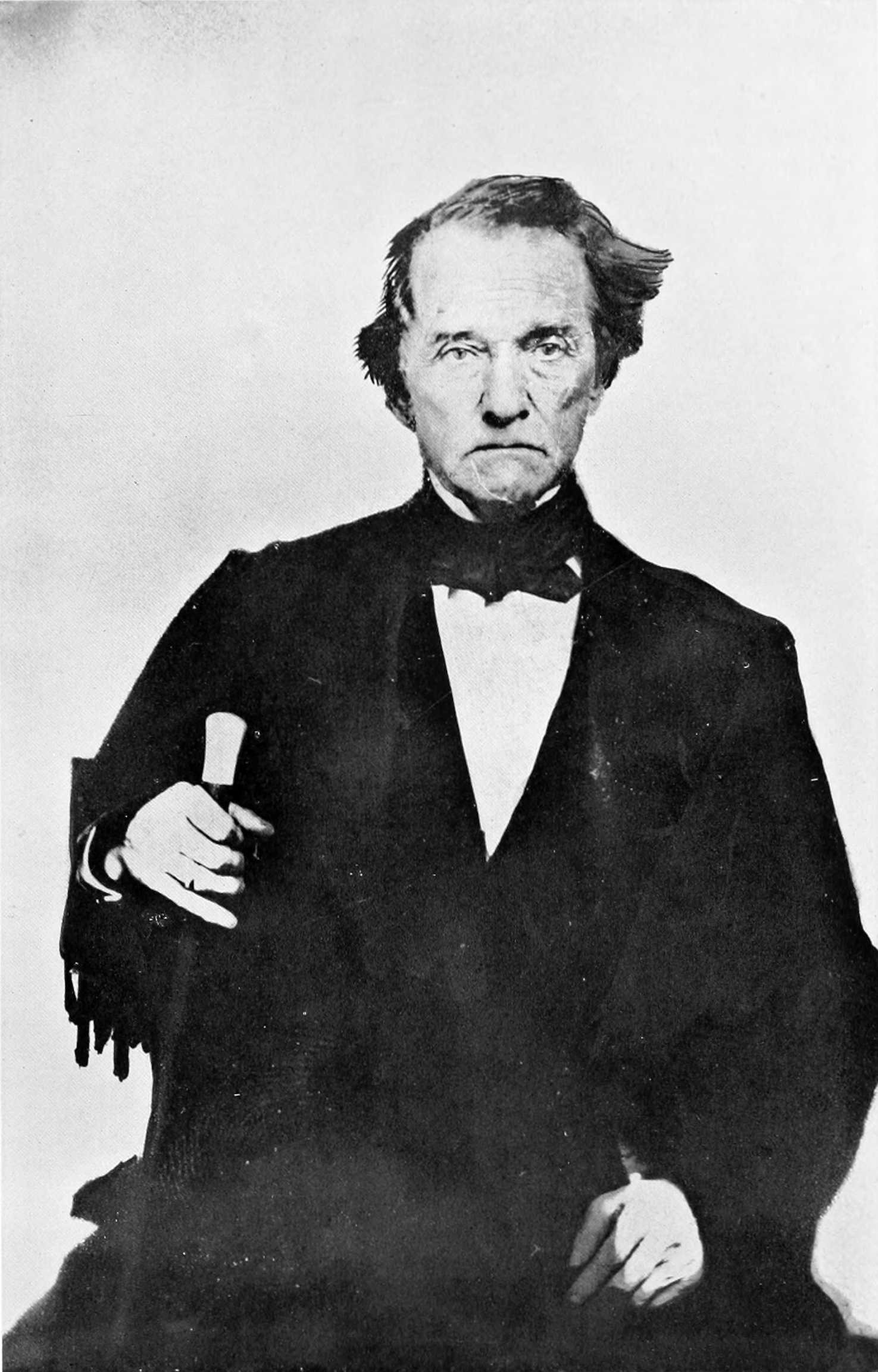
Essiccatore dalla storia centenaria dell'Oregon

Dopo aver lavorato come giornalista nello stato di New York, Dryer arrivò a San Francisco nel 1849 con una macchina da stampa manuale al seguito, alla ricerca di un luogo adatto per creare un giornale tutto suo. 
Inizialmente ha lanciato una pubblicazione chiamata California Courier, ma con scarso successo. Mentre a San Francisco Dryer fu reclutato per trasferirsi a nord nella città di Portland nell'Oregon da Stephen Coffin e William W. Chapman, fondatori e importanti promotori dell'enclave nascente.
Coffin e Chapman hanno fornito una capanna di legno grezzo a Dryer per installare la sua stampa e aprire il suo ufficio dei giornali. Fu in grado di pubblicare il primo numero della sua pubblicazione, The Weekly Oregonian, il 4 dicembre 1850 - circa due settimane dopo il lancio a sei miglia a sud a Milwaukie da Lot Whitcomb, The Western Star, una pubblicazione rivale.

### Carriera politica
Nel 1856, Dryer prestò servizio nella legislatura territoriale in rappresentanza di Multnomah e delle contee di Washington come Whig. L'anno seguente fu eletto e prestò servizio alla Convenzione costituzionale dell'Oregon 
Dryer divenne repubblicano e fu un attivo sostenitore di Abraham Lincoln nelle elezioni presidenziali del 1860, vincendo le elezioni come elettore presidenziale. Dopo la vittoria di Lincoln, Dryer ha chiesto un favore politico ed è stato nominato commissario americano nel Regno delle Hawaii.
Dryer era un forte bevitore e non passò molto tempo prima che il suo gusto per l'alcol attirasse il pubblico scrutinio e le critiche. Nel marzo 1862, il rivale e asciugatore politico di lunga data di Dryer, Asahel Bush, ristampò allegramente uno snippet della Yreka Union accusando che il "Bad Egg" TJ Dryer "fosse così costantemente ubriaco da renderlo inadatto a svolgere i compiti del suo ufficio". Entro l'estate del 1863 lo stesso documento sarebbe stato in grado di riportare allegramente che "L'ex commissario TJ Dryer è arrivato a San Francisco, al suo ritorno dalle Isole Sandwich".

### Perditadell'Oregoniano
Durante l'assenza di Dryer The Oregonian fu pubblicato da Henry Lewis Pittock, un compositore e addetto stampa che faceva parte dello staff del giornale dal novembre 1853. Dryer era profondamente indebitato con Pittock per i salari arretrati non pagati e ha ipotecato la pubblicazione a lui come garanzia sul debito non pagato. Quando Dryer non fece ulteriori tentativi di rimborso, la proprietà dell'Oregonese passò nelle mani di Pittock.
In seguito Pittock sarebbe entrato in una partnership commerciale con l'editoriale di lunga data Harvey W. Scott e The Oregonian sarebbero arrivati a vedere il suo posto cementato come il giornale de facto dello stato durante il ventesimo secolo.

### Scalatore
A Dryer viene attribuita la parte della prima salita documentata del Monte Sant'Elena il 27 agosto 1853, insieme a tre compagni. È stato anche segnalato come tra i primi a scalare il Monte Hood, l'8 agosto 1854. Quest'ultimo rapporto è stato contestato, con la maggior parte degli storici che sostenevano che il tentativo di Dryer cadesse a diverse centinaia di piedi dalla cima del Monte Hood, mentre una scalata del 1857 di Henry Pittock e altri quattro fornirono una migliore documentazione del vertice essendo stata raggiunta.

### Morte ed eredità
Dryer morì il 30 marzo 1879. Aveva 71 anni al momento della sua morte. Il corpo dell'essiccatore fu sepolto al cimitero di abete solitario a Portland.